# 林賈尼山國家公園
8°24′29″S 116°24′58″E / 8.40806°S 116.41611°E

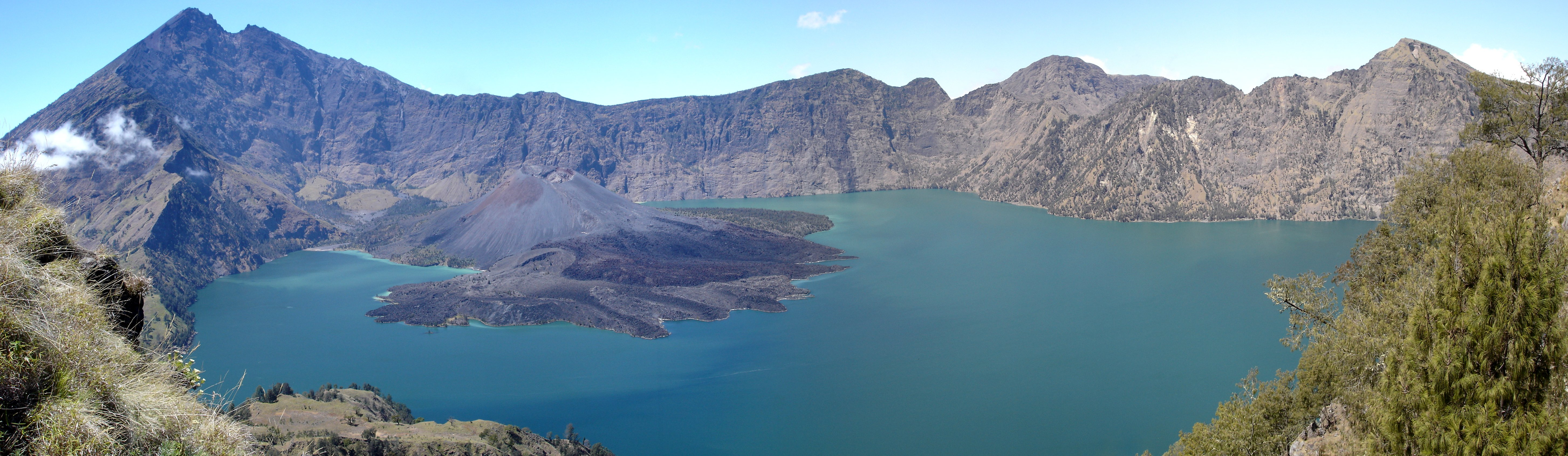

林賈尼山國家公園是印尼的國家公園，位於西努沙登加拉省，處於龍目島，成立於1990年，面積413平方公里，有鬣鹿、赤麂、葉猴等野生動物棲息。